# Stéphanie Crayencour
Stéphanie Crayencour, nome artístico de Stéphanie Carole Micky Rittweger de Moor (Uccle, Bélgica, 2 de dezembro de 1983) é uma atriz e cantora belga.

## Biografia
Stéphanie Crayencour é filha de Claire Cleenewerck de Crayencour (* 1956) e Patrick Rittweger de Moor (* 1954). Ela também é sobrinha-neta da escritora Marguerite Yourcenar.
Ela fez sua estréia nos palcos em 1995 na peça de Doctor March Les Quatre Filles, baseada no romance Little Women de Louisa May Alcott. Depois disso, ela só foi vista ocasionalmente em pequenos cinemas. Em 2003, dois anos após o divórcio dos pais, mudou-se para Paris. Lá ela frequentou uma escola de música, onde recebeu aulas de piano e violão, além de canto e teoria musical. Para financiar sua educação adicional, ela trabalhou como modelo.
Ao fazer uma audição como parte de um casting para o último projeto do diretor de cinema Éric Rohmer, de 87 anos, o filme Les amours d'Astrée et de Céladon, ela atendeu às suas expectativas em 2007, pois ele gostou particularmente de sua cabeça e da cor da pele pálida. Para finalmente conseguir o papel principal da pastora Astrée, ela mudou seu nome a pedido de Rohmer. Ele não gostava de Rittweger de Moor. Assim, ela escolheu o nome artístico Crayencour, nome de solteira de sua mãe, que ela usou como atriz a partir de então. O filme de Rohmer foi lançado nos cinemas franceses em 5 de setembro de 2007 e estava em competição pelo Leão de Ouro no 64.º Festival Internacional de Cinema de Veneza. Por seu papel como Marie van Verten no filme de Denis Thybaud, Les Mythos, Stéphanie Crayencour foi indicada ao Prêmio Magritte de Cinema em 2012 como melhor atriz jovem. Ela ganhou uma indicação ao Magritte de Melhor Atriz Coadjuvante em 2020 por seu papel como Lulu em Emma Peeters, de Nicole Palo.
Como uma boa cantora, Crayencour lançou em maio de 2011 o álbum pop e chanson La Garçonnière. Saule, Mélanie Pain e Sacha Toorop também podem ser ouvidos em seu álbum. Ele permaneceu por 16 semanas nas paradas musicais da Valônia, Ultratop 200 Albums, e subiu para o número 34 em 30 de julho de 2011 nas paradas de álbuns de artistas belgas apenas para o top 5.